# Edward Carson
Sir Edwar Henry Carson (9 de febrero de 1854 – 22 de octubre de 1935) fue líder de los unionistas irlandeses, además de abogado y juez.
Carson nació en el seno de una acaudalada familia protestante de Dublín. Estudió Derecho en el Trinity College de Dublín. Comenzó su carrera política en 1892, cuando fue elegido procurador general (solicitor-general) por Irlanda, aunque entonces ni siquiera era miembro de la Cámara de los Comunes. Fue elegido miembro del Parlamento por la Universidad de Dublín ese mismo año, como unionista, aunque su partido perdiera las elecciones frente a los liberales.
Fue nombrado procurador general por Inglaterra 1900, siendo nombrado caballero exofficio. sostuvo este cargo hasta que el gobierno conservador dimitió en 1905, pasando a ser miembro del consejo privado del reino. 
En 1910, a petición de James Craig, aceptó el liderazgo de los unionistas. El 28 de septiembre de 1912 fue el primer firmante del Pacto del Úlster, mediante el cual los unionistas se comprometían a impedir la aplicación de la Home Rule «con todos los medios necesarios». En enero de 1913 fundó la Fuerza Voluntaria del Úlster (UVF), el primer grupo lealista de naturaleza paramilitar. A pesar de los esfuerzos de Carson, la Home Rule fue finalmente aprobada, pero el inicio de la Gran Guerra impidió su aplicación.
El 25 de mayo de 1915, Asquith lo nombró fiscal general dentro del gobierno de coalición formado tras la caída del gobierno liberal. Sin embargo, renunció al cargo el 19 de octubre, por su oposición a la política que el gobierno estaba siguiendo en los Balcanes, durante la Primera Guerra Mundial. Cuando Ashquit dimitió, volvió al gobierno como Primer Lord del Almirantazgo y Ministro sin cartera.
A principios de 1918 se decidió extender el servicio militar obligatorio a Irlanda, aprobándose la Home Rule como contrapartida. Carson no estuvo de acuerdo, dimitiendo nuevamente el 21 de enero de 1918. Dejó su escaño por la Universidad de Dublín y se presentó por Belfast. Continuó liderando a los unionistas, pero cuando finalmente en 1920 se aprobó la Home Rule (bajo el nombre de Ley de Gobierno de Irlanda), impulsó a su partido para que trabajara por evitar que los seis condados del Úlster estuvieran bajo la legislación de la nueva Home Rule. Este objetivo se consiguió cuando Irlanda se dividió y se abrió el Parlamento de Irlanda del Norte.
Carson, ya desde ese momento, advirtió que la marginación de los católicos en Irlanda del Norte acabaría por desestabilizar la región, como finalmente acabó ocurriendo. 
Como abogado, defendió al Marqués de Queensberry tras ser denunciado por libelo por Oscar Wilde, dándose la circunstancia de que Wilde y Carson eran rivales desde el Trinity College.
Lord Carson se retiró de la política en 1929. Tras su muerte, el gobierno de Irlanda del Norte le rindió un funeral con honores de jefe de Estado. Su cuerpo fue enterrado en la Catedral de Santa Ana de Belfast, siendo hasta ahora la única persona que ha recibido tal honor.